# فابریزیو لازانیا
فابریزیو لازانیا (انگلیسی: Fabrizio Lasagna؛ زادهٔ ۱۹ ژانویهٔ ۱۹۸۸) بازیکن فوتبال است.
از باشگاه‌هایی که در آن بازی کرده‌است می‌توان به باشگاه فوتبال آولینو اشاره کرد.